# Manlius (Nueva York)
Manlius es un pueblo ubicado en el condado de Onondaga en el estado estadounidense de Nueva York. En el año 2000 tenía una población de 31,872 habitantes y una densidad poblacional de 248 personas por km².

## Geografía
Manlius se encuentra ubicado en las coordenadas 43°02′53″N 76°58′58″O / 43.04806, -76.98278.

## Demografía
Según la Oficina del Censo en 2008 los ingresos medios por hogar en la localidad eran de $71,830 y los ingresos medios por familia eran $88,272. Los hombres tenían unos ingresos medios de $52,065 frente a los $31,486 para las mujeres. La renta per cápita para la localidad era de $39,688. Alrededor del 3.3% de la población estaban por debajo del umbral de pobreza.